# Kristine Andersen
Kristine Andersen (ur. 2 kwietnia 1976 roku w Aalborgu), była duńska piłkarka ręczna, wielokrotna reprezentantka kraju, rozgrywająca. Mistrzyni olimpijska z 1996 r. i 2004 r.
W 2007 r. zakończyła karierę sportową.

## Sukcesy

### Igrzyska Olimpijskie
- (1996, 2004)

### Mistrzostwa Europy
- (1996, 2004)

## Nagrody indywidualne
- 2002: najlepsza środkowa rozgrywająca mistrzostw Europy